# Metalist Harkiv
FK Metalist Harkiv je ukrajinski profesionalni nogometni klub iz grada Harkiva. 
Metalist je jedan od osnivača Ukrajinske prve lige – Vyšča Liha. U drugu ligu, Perša Liha, ispali su 1994. a vratili se 4 godine kasnije. Na kraju sezone 2002./03. opet su u 2. ligi, a vraćaju se u sezonu 2004./05. Od osamostaljenja Ukrajine nisu ništa osvojili, tek su bili finalisti ukrajinskog kupa 1992. Prije toga osvojili su kup SSSR-a 1988. Pet godina ranije igrali su u finali istog kupa 5 godina ranije te su bili poraženi 1988. u superkupu.

## Poznati igrači
- Sergej Baltača
- Leonid Burjak
- Pavel Jakovenko
- Sergej Kandaurov
- Sergej Skačenko